# Lou Harrison
Lou Silver Harrison (14 mai 1917 - 2 février 2003) est un compositeur contemporain américain. Il était élève d'Henry Cowell, Arnold Schönberg, et du joueur de gamelan KRT Wasitodiningrat (plus connu sous le nom de Pak Cokro).
Lou Harrison est particulièrement connu pour avoir incorporé des éléments de musiques non occidentales dans son travail, avec un certain nombre de pièces écrites pour les instruments du gamelan javanais, y compris les ensembles conçus et réglés par Harrison et son associé William Colvig. La majorité de ses œuvres sont écrites dans des gammes naturelles, plutôt qu'en tempérament égal. Harrison est l'un des plus éminents compositeurs à avoir travaillé la musique micro-tonale.

## Biographie
Harrison est né à Portland, en Oregon, mais durant son enfance il a déménagé avec sa famille à plusieurs endroits autour de la baie de San Francisco. Il est diplômé de la Burlingame High School à Burlingame, Californie, en 1934, puis il s'installe à San Francisco. Les diverses musiques qu'il est amené à découvrir dans cette région, l'opéra cantonais, musique amérindienne, musique mexicaine, et jazz ainsi que la musique classique, ont une grande influence sur lui. Dans son enfance, il avait également entendu des enregistrements de  musique indonésienne.
Harrison suit les cours d'Henry Cowell « Musique des peuples du monde » et étudie aussi le contrepoint et la composition avec lui. Il se rend ensuite à l'Université de Californie à Los Angeles pour travailler au département de la danse comme que danseur et accompagnateur. Il prend des leçons d'Arnold Schönberg, qui l'intéresse à la technique du sérialisme. Toutefois les pièces qu'il écrit à cette époque sont en grande partie pour percussions, utilisant des matériaux non conventionnels, tels que les tambours de freins de voiture, et des instruments de musique. Ces pièces sont similaires à celles qui sont écrites à la même époque par John Cage, qu'il rencontre et avec qui il travaille.
En 1943, Harrison s'installe à New York, où il travaille comme critique musical pour le Herald Tribune. C'est là qu'il fait la connaissance de Charles Ives, dont il devient l'ami, et dont il contribue à faire connaître la musique. Avec l'aide de son mentor Cowell, Harrison prépare et crée la Symphonie nº 3, et en retour, bénéficie de l'aide financière de Ives. Lorsque Ives reçoit le prix Pulitzer de musique pour cette œuvre, il donne la moitié de l'argent du prix à Harrison. Harrison a également édité un grand nombre d'œuvres d'Ives, recevant une compensation au-delà de ce qui été facturé (Miller et Lieberman, 1998).
Comme Ives, Harrison a soutenu et promu la musique d'autres compositeurs  américains, dont Edgard Varèse et Carl Ruggles, ainsi qu'Alan Hovhaness. Pendant son séjour en Caroline du Nord, Harrison enseigne au Black Mountain College. En 1947, il souffre d'une dépression nerveuse, et retourne en Californie.
Suivant la voie du compositeur canadien Colin McPhee, qui a effectué des recherches sur la musique indonésienne dans les années 1930 et a écrit un certain nombre de compositions incorporant des éléments javanais et balinais, le style de Harrison commence à changer, en révélant l'influence  du gamelan plus clairement dans le timbre : « C'était le son lui-même qui m'attirait. A New York, quand j'ai délaissé la technique des douze sons, j'ai exploré ces timbres. Les mouvements de gamelan dans ma Suite pour violon, piano et petit orchestre [1951] sont des imitations de sons de gamelan » (ibid, p. 160).Virgil Thomson (avec qui Harrison a également étudié) lui donne une copie du livre d'Harry Partch, Genesis of a Music sur la microtonalité, qui  incite Harrison à commencer d'écrire de la musique en utilisant des gammes naturelles. Il n'a pas tout à fait abandonné le tempérament égal, mais a souvent exprimé le désir de le faire. Dans un commentaire souvent cité se référant aux rapports de fréquences utilisés dans ses gammes naturelles, il dit : « J'ai longtemps souhaité voir venir le temps où des musiciens seraient aussi littéraires que mathématiciens. J'aimerais être un chef d'orchestre en train de dire « les violoncelles, vous me faite un 10:9eme, s'il vous plaît donnez moi à la place un 9:8eme », J'adorerais faire ça ! ».
Bien que très influencé par la musique d'Asie, Harrison n'a pas visité le continent asiatique jusqu'à ce qu'il fasse un voyage au Japon et en Corée et à Taïwan en 1961 et 62 (ibid, p. 141). Lui et son partenaire William Colvig construisent un ensemble de percussions, en utilisant des touches  en aluminium, ainsi que des bonbonnes d'oxygène et d'autres instruments de percussion. Ils appellent cet agencement le « gamelan américain » afin de le distinguer de ceux de l'Indonésie. Ces instruments sont accordés selon des échelles naturelles pentatoniques à partir de matériaux inhabituels tels que les boîtes en fer blanc et mobilier en aluminium. Il a écrit La Koro Sutro pour ces instruments et chœur, ainsi que la Suite pour violon et gamelans américains. De plus, Harrison joue et compose pour le « Chinese guzheng zither », et présente (avec Colvig, son élève Richard Dee, et la chanteuse Lily Chin), plus de 300 concerts de musique traditionnelle chinoise dans les années 1960.
Compositeur résident de l'Université d'État de San José (Ville de San José, Californie) pendant les années 1960, celle-ci l'honore lors d'un concert dont le programme est entièrement composé de ses œuvres au Morris Daley Auditorium en 1969, avec des danseurs, chanteurs et musiciens. Le concert a aussi été l'occasion de la création mondiale de sa version du mythe d'Orphée qui nécessitait des solistes, le chœur de L'université de San Jose ainsi qu'un groupe de percussionnistes. 
Comme de nombreux autres compositeurs du XXe siècle, Harrison trouvait qu'il était difficile de vivre de sa musique, et a pris un certain nombre d'autres emplois pour gagner sa vie, comme vendeurs, fleuriste, gardien d'animaux et pompier forestier.

Harrison ne faisait pas mystère de ses opinions politiques, tels que son pacifisme (il était un partisan actif de l'espéranto), ni le fait qu'il était homosexuel. Il était aussi politiquement actif et informé dans la connaissance de l'histoire de la communauté gay. Il a écrit de nombreuses œuvres dont le titres et les textes étaient  politiques ; par exemple, Homage to Pacifica pour l'ouverture du siège de la Fondationla Berkley Pacifica, et en acceptant des commandes du chœur Portland Gay Men's Chorus (1988 et 1985) et d'arranger en 1987 pour le Seattle Men's Chorus sa mélodie Strict Songs, à l'origine destinée à huit barytons, chantée par « un chœur de 120 hommes passionnés de chant. Certains d'entre eux bons et certains pas très bons. Mais le nombre est tellement fabuleux » (ibid, p. 98). Laurent Masse (ibid, p. 190) indique : 

« Avec Lou Harrison ... être gay est en quelque sorte une revendication contre la discrimination. Il est fier
d'être un compositeur gay et est concerné par ce que ça
signifie. Il ne se sent pas menacé car il ne veut pas  se voir comme un compositeur universel et intemporel. »

Janice Giteck (ibid, p. 194) décrit Harrison en comme un :  

« ...androgyne dans sa façon d'aborder la créativité. Il a un lien vital pour le féminin, ainsi que pour le masculin. La part féminine est manifeste dans le sens existentiel. Mais dans le même
temps, Lou est très viril, farouchement actif et résolu, rythmique, pulsionnel, et agressif. »

Le 2 novembre 1990, l'Orchestre philharmonique de Brooklyn, créé la quatrième symphonie d'Harrison, qu'il a intitulée Last Symphony. Il mélange des musiques amérindiennes, la musique ancienne et la musique asiatique, intégré dans une riche texture orchestrale. Il y intègre une série de « Coyote Stories » de la tradition Navajo. Il fait un certain nombre de révisions de la symphonies avant de terminer l'œuvre en 1995, qui fut enregistrée par Barry Jekowsky et l'Orchestre symphonique de  Californie pour Argo Records au Skywalker Ranch en Nicasio, Californie, en mars 1997. Le CD inclut aussi Harrison's Elegy, à la mémoire de Calvin Simmons (un hommage à l'ancien chef d'orchestre de l'Orchestre symphonique de Oakland, qui s'était noyé dans un accident de bateau en 1982), extraits de Solstice, Concerto in Slendro et Double Music (en collaboration avec John Cage).
Harrison et Colvig ont construit deux gamelans javanais, calqués sur l'instrumentation de Kyai Udan Mas à l'UC Berkeley. Un fut dénommé Si Betty en l'honneur de la mécène Betty Freeman, l'autre, construit au Mills College, a été dénommé Si Darius/Si Madeliene. Harrison a enseigné au Mills College pendant plusieurs années, l'un de ses élèves est Jin Hi Kim.